# 執念のミイラ

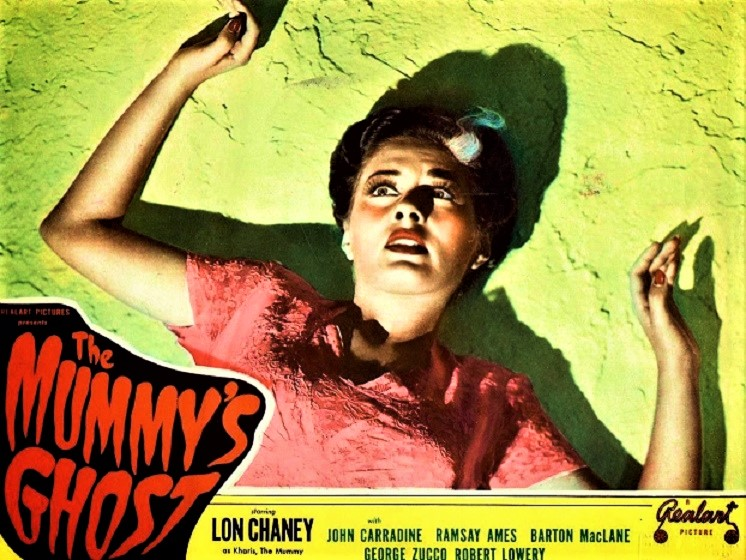
アミーナ役のラムゼイ・エイムス(ロビーカード)

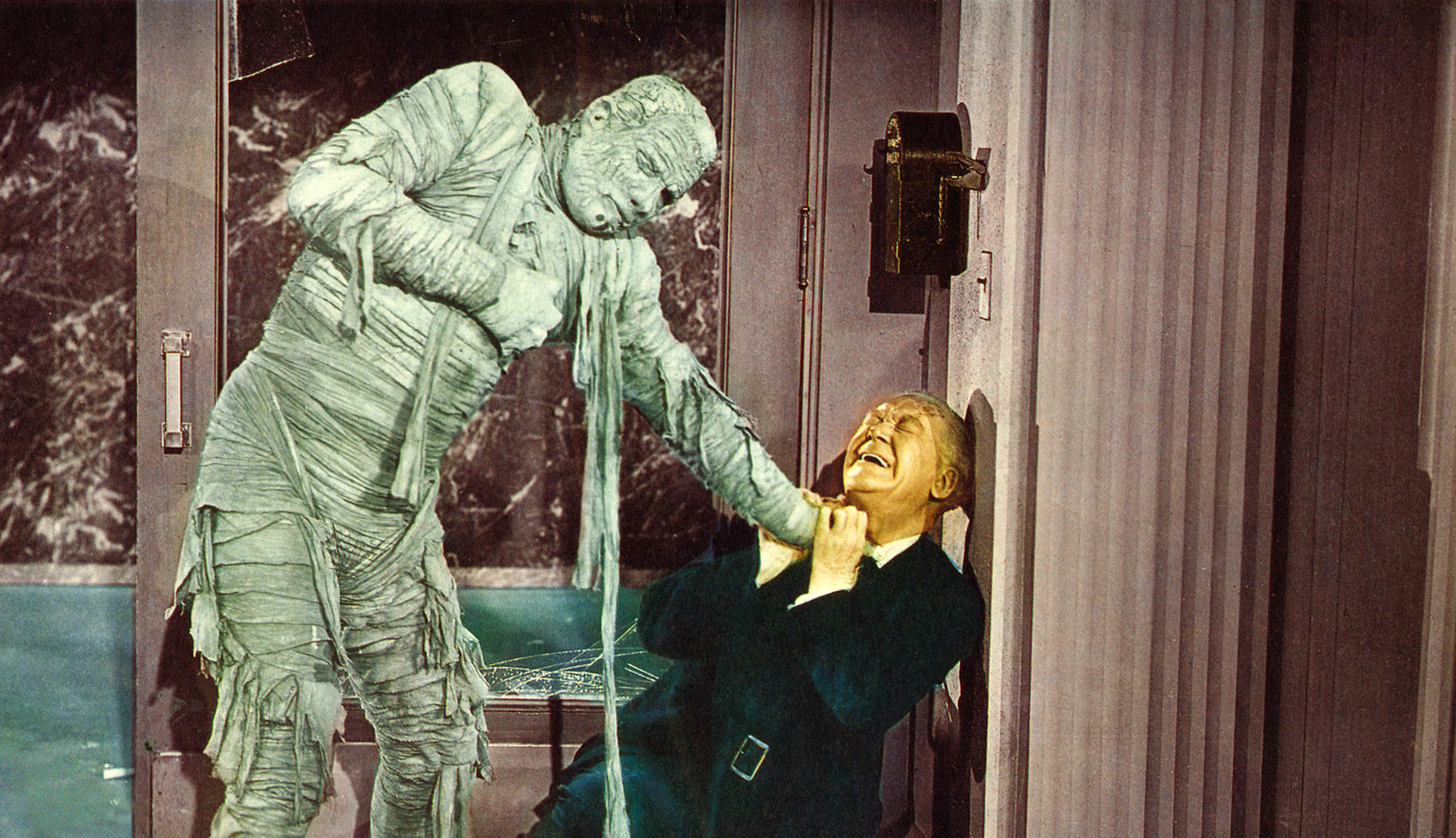
博物館でカリスが守衛を殺すシーン(ロビーカード)

『執念のミイラ』（しゅうねんのミイラ、The Mummy's Ghost）は、1944年に公開されたアメリカ合衆国のホラー映画。『ミイラの復活』（1940年）から始まったユニバーサルのミイラ男「カリス」シリーズの3作目で、同年の『ミイラの呪い』に引き継がれる。前作『ミイラの墓場』（1942年）に続いてロン・チェイニー・ジュニアがカリスに扮した。

## あらすじ
前作で炎に包まれ死んだと思われたカリスだが、実は生きていた。大神官アンドヘブは新たなる後継者にユセフ・ベイを指名。カリスとアナンカ王女のミイラをエジプトに連れて帰るよう、アメリカに派遣する。
カリスを召喚する方法は、満月の夜にタナの葉９枚を煎じること。しかし、ユセフ・ベイが実行する前に象形文字を解析したノーマン教授が実行。教授はカリスに殺される。
アナンカ王女のミイラはスクリップス博物館に展示されていた。回収に向かったユセフ・ベイだが、カリスの手が王女に触れた瞬間、アナンカ王女の体は土に変わる。安息の地を離れると魂が転生するからだ。
アナンカ王女の魂はエジプト人の血を引くアミーナに乗り移っていた。アミーナを誘拐したユセフ・ベイだが、使命を捨ててアミーナを自分のものにしようとしたためにカリスに殺される。
アミーナの恋人の大学生トムは警察とともにカリスを追跡する。しかし、アミーナの肉体は徐々にミイラ化し、ついにはカリスに抱きかかえられたまま、沼の底に沈むのだった。

## キャスト
- カリス：ロン・チェイニー・ジュニア
- ユセフ・ベイ：ジョン・キャラダイン
- トム・ハーヴェイ：ロバート・ロウリー（英語版）
- アミーナ・マンソーリ：ラムゼイ・エイムス（英語版）
- ウォルグリーン警部：バートン・マクレーン（英語版）
- アンドヘブ：ジョージ・ズッコ（英語版）
- ノーマン教授：フランク・ライヒャー（英語版）
- エルウッド保安官：ハリー・シャノン（英語版）
- 検視官：エメット・ヴォーガン
- アヤド博士：レスター・シャープ
- ノーマン夫人：クレア・ホイットニー（英語版）
- 博物館の守衛：オスカー・オシェイ

## 制作
アミーナ・マンソーリ役はアクアネッタが決まっていた。しかし撮影初日、気絶するシーンを演じていたところ、ハリボテと思って落ちたところが本物の岩だった。彼女は脳震盪を起こして病院に運ばれた。撮影中断を望まなかったユニバーサルはピンナップ美女のラムゼイ・エイムスを新たにアミーナ役に起用し撮影を続行した。
カリスが博物館で守衛を殺害するシーンでは勢い余って本物のガラス窓を壊し、飛んできた破片がミイラのラバーマスク越しにチェイニーの顎を切った。映画でもその出血が確認できる。前作からカリスを演じたチェイニーは次作でもカリス役を務める。
クランクインは1943年8月23日、アップは9月1日。